# 대한민국 철도청 2000호대 디젤 기관차
2000호대 디젤 기관차는 대한민국 철도청에서 운행했던 소형 디젤 기관차로서, 대한민국에 도입된 최초의 디젤 기관차이다. 원 제작사는 EMD이며, EMD 측의 기종명은 SW8이다. 현재는 국내에 보존된 1량과 미국에 보존된 5량을 제외하고 모두 폐차되었다.

## 역사
2000호대의 원 모델은 미국 EMD사에서 제작한 입환용의 디젤 전기 기관차 SW1 계열의 파생형 차량인 SW8 모델이다. 800마력형 입환기로서, 원 제작사에서는 1950년부터 1954년까지 생산된 기종이었다. 대한민국에서의 SW8, 즉 2000호대는 1951년 4월-6월에 제작되어 미군이 사용하던 SW8 기관차 41량을, 1951년 7월 15일 한국 전쟁 당시 UN군이 군사수송 목적으로 양륙한 것이 운행의 시초이다. 이후 1955년 3월에 UN군으로부터 이 중 4량을 기증받아 공식적인 운행을 개시하였다.
1956년에 부산공작창 기관차공장 제천분공장(현 제천기관차사무소)을 창설하여 검수 운용을 시작하였다. 디젤 기관차의 투입은 뛰어난 등판능력 및 적은 매연, 운전의 편리함 및 운전실 환경의 쾌적함 등으로 높게 평가받았다. 이에 1957년 10월, 미 국제협력처 차관(ICA)으로 10량을 추가로 도입하여 본선 운행에 투입하였다.
이후 성능 개량이 이뤄지고 중량이 조정된 2100호대, 또 본선용의 중·대형 디젤 기관차들이 투입되면서 차츰 소운전 및 구내 입환 용도로 전용되었다. 대한민국에서는 1990년대에 들어 차츰 폐차되어, 보존 처리중인 2001호 기관차를 제외하고 2003년까지 전 차량이 폐차되었다. 대한민국 최초로 운용된 디젤 기관차라는 데에 의의가 있다.

## 구조 및 특징
2000호대 디젤 기관차는 디젤-전기식의 동력구조를 갖추고 있으며 축당 중량이 크며 프레인 베어링을 유일하게 적용한 입환기이다. 주발전기로는 D15C형식을 사용하며 본선 운행 때 사용하는 운행스위치가 있고, 후방전이를 수동으로 하여야 하며, 특히 TM 고장시 한 대차를 차단할 수 있는 대차차단스위치와 기관냉각 팬을 벨트로 구동하는 방식이다. 공기 압축기는 WXE 형식으로 3개의 실린더가 공기를 압축하는 방식이며 총 용량은 분당 약 5,000리터를 압축할 수 있다. 제동배율은 5.58이며 4개의 제동통수가 작동하는 방식이다.
운전실은 차량 한쪽에 배치된 구조로, 차체의 기준면보다 한 단 높게 설치되어 있다. 단폐단 방면으로는 완전히 탁 트인 구조이며, 장폐단 방향으로는 엔진실이 일부 시야를 가리지만 전방 조망이 어느 정도 확보될 수 있도록 되어 있다. 입환용 차량으로서의 기능에 충실하도록 양 끝단 및 측면에 난간과 발판이 설치되어 있다. 초기 도입시에는 엔진실 상부에 미국식 증기 기관차와 유사한 경고용 종이 설치되어 있었으나, 사용 도중에 폐지되어 철거되었다.
사진으로 확인되는 2000호대 디젤 기관차의 도색은 크게 세 종류가 존재한다. 1955년 최초 도입시 1호 차량의 흑색 바탕에 당시 철도국 마크 및 "KNR" 레터링이 새겨진 도색, 1957년 이후 도입된 것으로 추정되는 흑색 바탕에 주황색 횡선이 두 개 그어진 도색(일명 '호랑이 도색'), 그리고 90년대 이후 도입된 구 철도청 CI도색(녹색+백색)이 존재한다.

## 운행 구간
당시 이 차량은 대개 전 노선에 걸쳐 투입된 것으로 생각되나, 어느 노선의 어느 선구에 투입되었는지는 불명확하다. 다만, 차량의 배치가 제천인 것으로 미루어 충북선, 중앙선 등에 화물 및 여객 양용으로 초기에 사용되었던 것으로 보이며, 경부선 구간에도 투입되었을 것으로 추정된다.
본선 운행용으로는 이후 중형 및 대형 디젤기관차 도입으로 일찌감치 철수한 듯하며, 이후 동해, 제천, 청량리 등 주요 역에서 입환 및 소운전 용도로 전환되어 사용되었다.

## 현황
1951년 한국 전쟁 중 UN군이 미국 내에서 미 육군이 사용하던 40량을 임시로 상륙시켜 운용한 것이 시초이다. 이 중 종전 이후 4량과 10량이 차례로 기증되었고, 나머지는 다시 미국으로 보내졌다. 전 차량이 퇴역하였으나 대한민국 내에서는 2001호 1량이 보존되고 있다.
| 차호   | 시리얼 | 도입 시기                         | 운행 중단 시기            | 비고 |
| ------ | ------ | --------------------------------- | ------------------------- | --- |
| 2001호 | 15006  | 1955년 3월 15일 (1951년 7월 15일) | 2003년 11월               | 구 2011호. 부산철도차량정비단에서 보존 중이다. 부산철도차량정비단에서 말끔히 고쳐서 까끔식 입환작업을 한다고 한다. 수색에서 입환 도중에 고장이 난 적도 있다.             |
| 2002호 | 15026  | 1955년 3월 15일 (1951년 7월 15일) | 1993년                    | 구 2031호. 미국 미주리 교통박물관에 보존되었다. |
| 2003호 | 15028  | 1955년 3월 15일 (1951년 7월 15일) | 1997년                    | 구 2033호. 2004년 고철 매각되었다. |
| 2004호 | 15034  | 1955년 3월 15일 (1951년 7월 15일) | 2003년                    | 구 2039호. 2005년 고철 매각되었다. |
| 2005호 | 15018  | 1957년 10월                       | 1997년                    | 구 2023호. |
| 2006호 | 15027  | 1957년 10월                       | 1997년                    | 구 2032호. |
| 2007호 | 14999  | 1957년 10월                       | 1997년                    | 구 2004호. |
| 2008호 | 14996  | 1957년 10월                       | 1997년                    | 구 2001호. 미국 캘리포니아 에서 운행 중이거나 보존되었다. |
| 2009호 | 15001  | 1957년 10월                       | 1997년                    | 구 2006호. 2005년 고철 매각되었다. |
| 2010호 | 14998  | 1957년 10월                       | 1997년                    | 구 2003호. |
| 2011호 | 15035  | 1957년 10월                       | 1997년                    | 구 2040호. |
| 2012호 | 15012  | 1957년 10월                       | 1997년                    | 구 2017호. 2005년 고철 매각되었다. |
| 2013호 | 15020  | 1957년 10월                       | 1997년                    | 구 2025호. |
| 2014호 | 15021  | 1957년 10월                       | 1997년                    | 구 2026호. |
| 2000호 | 14995  | 1951년 7월 15일                   | 한국 전쟁 중 임시 운용됨. | 미국 복귀 이후 미공군 2000호 기관차로 전용되었다. |
| 2002호 | 14997  | 1951년 7월 15일                   | 한국 전쟁 중 임시 운용됨. | |
| 2005호 | 15000  | 1951년 7월 15일                   | 한국 전쟁 중 임시 운용됨. | 미국 복귀 이후 RSCX의 133호 기관차로 전용되었다. |
| 2007호 | 15002  | 1951년 7월 15일                   | 한국 전쟁 중 임시 운용됨. | 미국 복귀 이후 미공군 2007호 기관차로 전용되었다. |
| 2008호 | 15003  | 1951년 7월 15일                   | 한국 전쟁 중 임시 운용됨. | |
| 2009호 | 15004  | 1951년 7월 15일                   | 한국 전쟁 중 임시 운용됨. | 미국 복귀 이후 미해병대 289538호 기관차로 전용되었다. |
| 2010호 | 15005  | 1951년 7월 15일                   | 한국 전쟁 중 임시 운용됨. | |
| 2012호 | 15007  | 1951년 7월 15일                   | 한국 전쟁 중 임시 운용됨. | |
| 2013호 | 15008  | 1951년 7월 15일                   | 한국 전쟁 중 임시 운용됨. | |
| 2014호 | 15009  | 1951년 7월 15일                   | 한국 전쟁 중 임시 운용됨. | |
| 2015호 | 15010  | 1951년 7월 15일                   | 한국 전쟁 중 임시 운용됨. | 현재 사우스캐롤라이나주의 박물관에서 보존되었다. |
| 2016호 | 15011  | 1951년 7월 15일                   | 한국 전쟁 중 임시 운용됨. | |
| 2018호 | 15013  | 1951년 7월 15일                   | 한국 전쟁 중 임시 운용됨. | |
| 2019호 | 15014  | 1951년 7월 15일                   | 한국 전쟁 중 임시 운용됨. | 미국 복귀 이후 Acipco의 2019호 기관차로 전용되었다. 현재 동태보존되어 앨라배마주의 박물관에서 이벤트용으로 사용중이다.                                                   |
| 2020호 | 15015  | 1951년 7월 15일                   | 한국 전쟁 중 임시 운용됨. | 미국 복귀 이후 RSSM의 2020호 기관차로 전용되었다. |
| 2021호 | 15016  | 1951년 7월 15일                   | 한국 전쟁 중 임시 운용됨. | 미국 복귀 이후 미공군 2021호 기관차로 전용되었다. 미국 플로리다에서 보존되었다.                                                                                          |
| 2022호 | 15017  | 1951년 7월 15일                   | 한국 전쟁 중 임시 운용됨. | 미국 복귀 이후 Acipco의 2022호 기관차로 전용되었다가, 다시 칼레라-셸비 철도의 2022호 기관차가 되었다. 현재 동태보존되어 앨라배마주의 박물관에서 이벤트용으로 사용중이다. |
| 2024호 | 15019  | 1951년 7월 15일                   | 한국 전쟁 중 임시 운용됨. | |
| 2027호 | 15022  | 1951년 7월 15일                   | 한국 전쟁 중 임시 운용됨. | |
| 2028호 | 15023  | 1951년 7월 15일                   | 한국 전쟁 중 임시 운용됨. | 현재 사우스캐롤라이나주의 박물관에서 보존되었다. |
| 2029호 | 15024  | 1951년 7월 15일                   | 한국 전쟁 중 임시 운용됨. | |
| 2030호 | 15025  | 1951년 7월 15일                   | 한국 전쟁 중 임시 운용됨. | 미국 캘리포니아 에서 운행 중이거나 보존되었다. |
| 2034호 | 15029  | 1951년 7월 15일                   | 한국 전쟁 중 임시 운용됨. | 미국 복귀 이후 1987년 9월에 재생되었다. 현재 오클라호마주의 박물관에서 보존되었다.                                                                                       |
| 2035호 | 15030  | 1951년 7월 15일                   | 한국 전쟁 중 임시 운용됨. | |
| 2036호 | 15031  | 1951년 7월 15일                   | 한국 전쟁 중 임시 운용됨. | |
| 2037호 | 15032  | 1951년 7월 15일                   | 한국 전쟁 중 임시 운용됨. | |
| 2038호 | 15033  | 1951년 7월 15일                   | 한국 전쟁 중 임시 운용됨. | 미국 복귀 이후 TCRX의 52호 기관차로 전용되었으나 보존되었다. |

## 사진

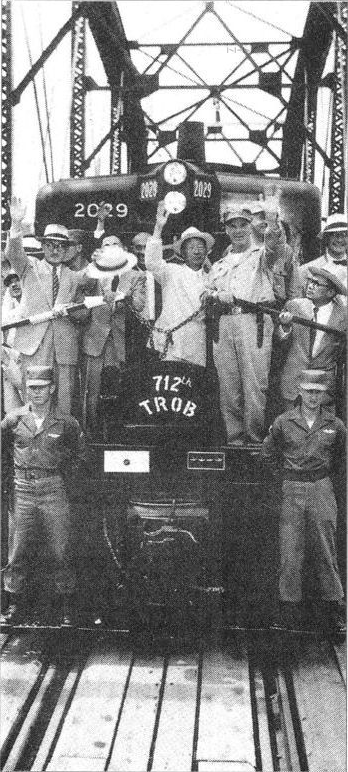
1952년 7월 22일 한강철교의 2029호 기관차
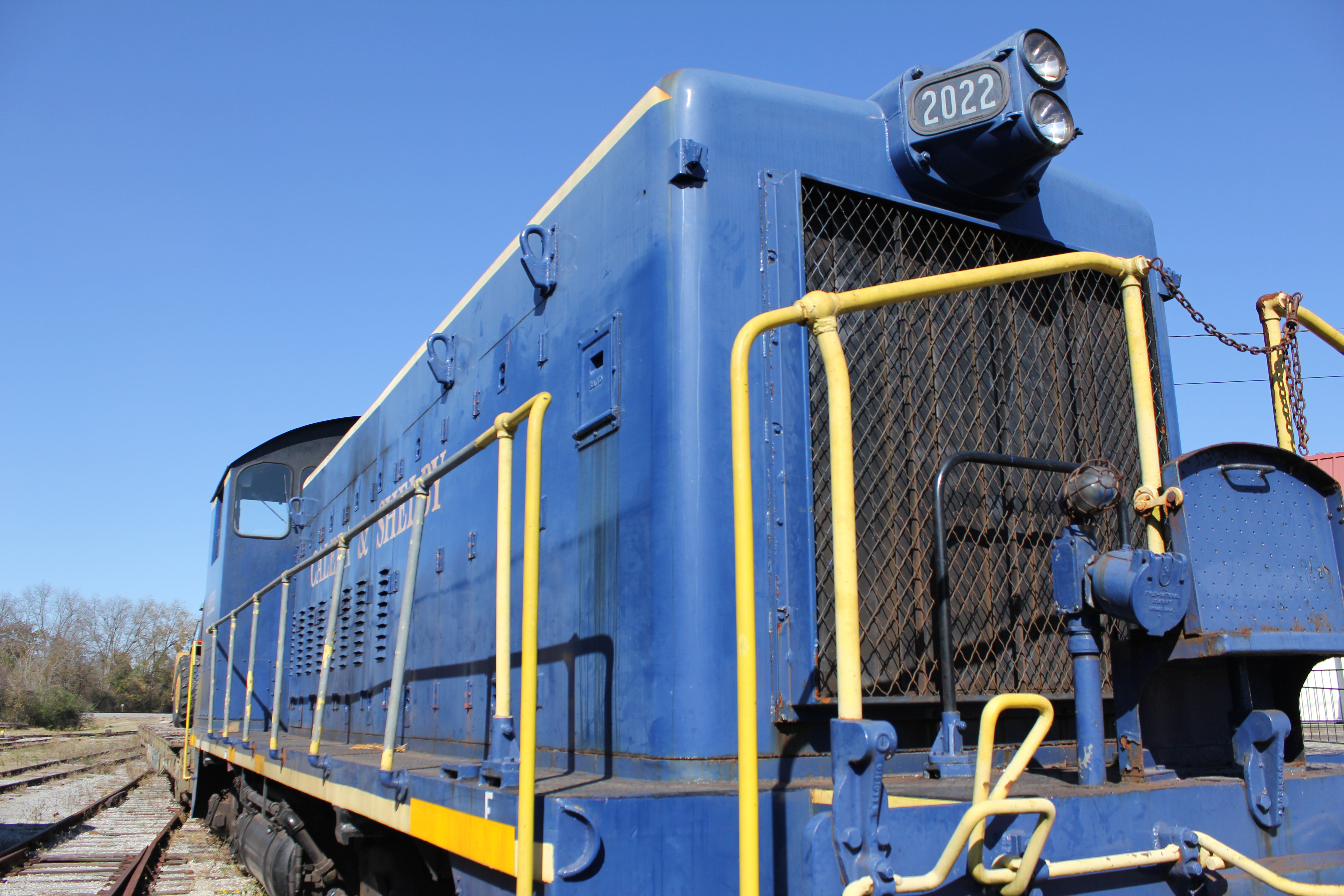
앨라배마주의 박물관에서 보존되는 미육군 2022호 기관차